# Estíbaliz Martínez
Estíbaliz Martínez Yerro (* 9. Mai 1980 in Vitoria-Gasteiz) ist eine ehemalige spanische Rhythmische Sportgymnastin.

## Karriere
Martínez gehörte zur spanischen Nationalgruppe in der rhythmischen Sportgymnastik, mit der sie zahlreiche Erfolge auf internationaler Ebene feierte. Bei den Europameisterschaften 1995 gewann sie gemeinsam mit dem Team Silber in der Übung mit drei Bällen und zwei Bändern sowie Bronze im Gruppenmehrkampf und mit fünf Reifen.
Bei der Weltmeisterschaft desselben Jahres in Wien folgte der Durchbruch: Gemeinsam mit der Gruppe gewann Martínez Gold mit drei Bällen und zwei Bändern sowie zwei Silbermedaillen – im Gruppenmehrkampf und in der Übung mit fünf Reifen.
Ihren größten sportlichen Erfolg feierte sie bei den Olympischen Spielen 1996 in Atlanta, als sie mit der spanischen Gruppe die Goldmedaille im Mehrkampf gewann. Auch bei der Weltmeisterschaft im selben Jahr war sie erfolgreich und holte erneut Gold mit drei Bällen und zwei Bändern sowie Silber im Mehrkampf.